# Cárpatos (Grécia)
Cárpatos ou Cárpato (em grego:  Κάρπαθος, transl. Kárpathos; em latim: Carpathus; em italiano:  Scarpanto; em turco:  Kerpe) é a segunda maior ilha do Dodecaneso, um arquipélago grego no sudeste do mar Egeu. A ilha compõe-se do município de Cárpatos e da comunidade de Olimpo.